# Дебрум, Тони
Тони Дебрум — политик Маршалловых Островов. Он помог организовать независимость Маршалловых островов от США, позже занимал пост министра иностранных дел Маршалловых островов с 1979 по 1987 год, с 2008 по 2009 год и с 2014 по 2016 год. Он был министром по оказанию помощи президенту Маршалловых островов с 2012 по 2014 год. Много занимался изменениями климата и участвовал в многочисленных конференциях и демонстрациях, включая Народный климатический марш в Нью-Йорке в сентябре 2014 года.
В середине декабря 2015 года он принял участие в конференции по климату в Париже. Ему удалось сформировать новую коалицию между развитыми странами и развивающимися странами под названием Коалиция высоких амбиций. Коалиции из более чем 90 стран приписывают активизацию конференции вокруг цели удержания глобальной температуры на уровне 1,5 °C.
Дебрум получил в 2015 году премию «За правильный образ жизни» в знак признания его «дальновидности и смелости в отношении судебных исков против ядерных держав за невыполнение их обязательств по разоружению в соответствии с Договором о нераспространении ядерного оружия и обычным международным правом».
Он был ярым сторонником технологии преобразования тепловой энергии океана (OTЭК) и пытался добиться согласия правительств США и Маршалловых Островов на строительство плавучей электростанции OTEC мощностью 20 МВт на атолле Кваджалейн на Маршалловых островах совместно с Energy Harvesting. На Кваджалейне местные дети прозвали его «мистер ОТЭК».